# مطار هرتسيليا
مطار هرتسيليا (بالعبرية: שְׂדֵה הַתְּעוּפָה הֶרְצְלִיָּה) (بالإنجليزية: Herzliya Airport)‏ هو مطار محلي يقع في هرتسليا.